# خیابان استاد نجات‌اللهی

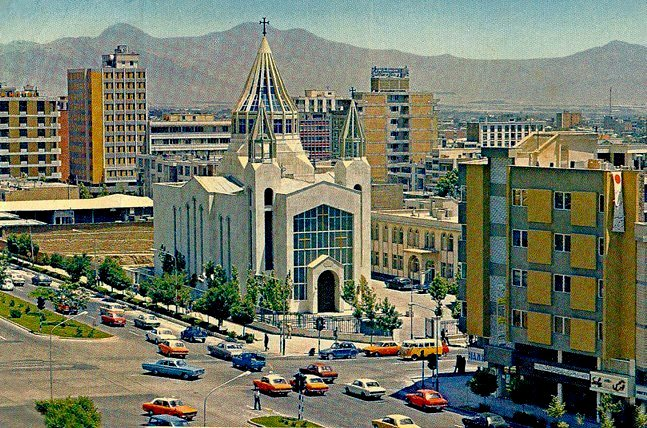
چهارراه خیابان ویلا با خیابان کریمخان در میانه دهه پنجاه. در این نگاه کلیسای سرکیس مقدس هم دیده می‌شود.

خیابان استاد نجات‌اللهی (نام پیشین: خیابان ویلا) از خیابان‌های مرکزی شهر تهران است. این خیابان که جهتی شمالی-جنوبی دارد از خیابان انقلاب در سمت جنوب آغاز شده و پس از عبور از خیابان کریمخان به خیابان سرو در سمت شمال منتهی می‌شود. این خیابان مابین و به موازات خیابان‌های سپهبد قرنی و حافظ واقع شده است.
این خیابان پس از انقلاب به‌منظور بزرگداشت کامران نجات‌اللهی به این نام تغییر یافت.
خیابان استاد نجات اللهی، حد فاصل انقلاب و کریم‌خان، یکی از قدیمی‌ترین خیابان‌های تهران است که از جمله مناطق اعیان‌نشین تهران محسوب می‌شده است. این خیابان به علت داشتن ویلاهای بزرگ و متعدد چنین نامی داشته است. این خیابان پیش از انقلاب به ویلا شهرت داشت که بعد از انقلاب به استاد نجات‌اللهی تغییر یافت. کامران نجات‌اللهی از استادان دانشگاه بود که در جریان تحصن دانشجویان در بهمن ماه سال ۱۳۵۷، در بالکن ساختمان وزارت علوم در این خیابان هدف گلوله سربازان قرار گرفت.
شاید بتوان خیابان استاد نجات‌اللهی را به‌واسطه فروشگاه‌های متعدد صنایع‌دستی، به نوعی هنری‌ترین خیابان تهران نامید.
خیابان ویلا و طالقانی در دهه ۴۰ خورشیدی دارای اهمیت بودند، تا آنجا که هتل‌های مدرن در اطراف آن ساخته شد و این ساختمان‌ها هنوز هم در اطراف آن دیده می‌شوند. هتل‌های انقلاب، مرمر، هویزه و… به دلیل تردد و حضور دایمی تجار ایرانی و خارجی در این محدوده و حضور در ساختمان اتاق بازرگانی شکل گرفتند.
در همین راستا مراکز متمرکز خرید صنایع دستی ایران و لوکس‌فروشی‌ها در خیابان ویلا و داخل خیابان طالقانی شکل گرفتند که به اهمیت حضور تجار ایرانی و خارجی در این خیابان تأکید داشت و نشانی از حمایت بازرگانان ایرانی از صنایع دستی در هدیه دادن کالاهای ایرانی داشته و دارد. حالا فروشگاه‌های صنایع دستی در خیابان ویلا به دو بخش شمالی و جنوبی تقسیم شدند.

## مراکز مهم
- سازمان انتقال خون
- سازمان حفاظت محیط زیست
- مرکز حفظ و اشاعه موسیقی ایران
- وزارت صنعت، معدن و تجارت ایران[۵]
- اداره کل میراث فرهنگی و گردشگری و صنایع دستی استان تهران
- بیمارستان میرزا کوچک‌خان
- خانه اندیشمندان علوم انسانی
- دانشگاه پیام نور مرکز تهران جنوب
- سازمان مرکزی دانشگاه جامع علمی کاربردی
- سفارت لبنان در ایران
- کلیسای سرکیس مقدس